# اغوليد نوعزي (آيت واحمان)
اغوليد نوعزي هو دُوَّار يقع بجماعة سيدي يعقوب، إقليم أزيلال، جهة بني ملال خنيفرة في المملكة المغربية. ينتمي الدوّار لمشيخة آيت واحمان التي تضم 8 دواوير. يقدر عدد سكانه بـ 442 نسمة حسب الإحصاء الرسمي للسكان والسكنى لسنة 2004.

## روابط خارجية
- البوابة الوطنية للجماعات الترابية
- المندوبية السامية للتخطيط